# Sósvízi folyamidelfin-félék
A sósvízi folyamidelfin-félék (Pontoporiidae) az emlősök (Mammalia) osztályának párosujjú patások (Artiodactyla) rendjébe, ezen belül a cetek (Cetacea) alrendágába tartozó család.
A családba 1 recens faj, a sósvízi folyamidelfin tartozik.

## Rendszerezés
A családba az alábbi 1 élő nem és 8 fosszilis nem tartozik:
- †Atocetus De Muizon, 1988 - középső-késő miocén; Peru, Kalifornia, USA; korábban a Kentriodontidae családba volt besorolva[1][2][3]
- †Auroracetus Gibson & Geisler, 2009[4][5]
- †Brachydelphis De Muizon, 1988 - késő miocén; Chile, Peru[6][7]
- †Pliopontos
- †Pontistes
- Pontoporia J. E. Gray, 1846 - típusnem; pliocén-jelen; Délkelet-Dél-Amerika[8]
- †Protophocaena
- †Scaldiporia
- †Stenasodelphis Godfrey & Barnes, 2008 - késő miocén; Maryland, USA[9]

## Fordítás
- Ez a szócikk részben vagy egészben  a   List_of_extinct_cetaceans#Suborder_Odontoceti című angol Wikipédia-szócikk ezen változatának fordításán alapul.  Az eredeti cikk szerkesztőit annak laptörténete sorolja fel. Ez a jelzés csupán a megfogalmazás eredetét és a szerzői jogokat jelzi, nem szolgál a cikkben szereplő információk forrásmegjelöléseként.